# Rideshare
Als Rideshare (deutsch etwa „Gemeinschaftsfahrt“) wird in der Raumfahrt der Start von Kleinsatelliten zusammen mit Nutzlasten weiterer Kunden mit derselben Trägerrakete bezeichnet. Auf diese Weise können kleine Nutzlasten, beispielsweise CubeSats, zu relativ günstigen Preisen transportiert werden. Der Begriff steht in erster Linie für eine Dienstleistung, die Angebot und Nachfrage für Transportkapazitäten in den Weltraum zusammenbringt. Zudem entwickelten manche Rideshare-Anbieter eigene Nutzlastträger – teils auch Raumschlepper –, die jeweils mehrere Satelliten transportieren können.

## Anbieter (Auswahl)

### Spaceflight
Das US-amerikanische Unternehmen Spaceflight, Inc. (gegründet 2010 als Spaceflight Services) spezialisierte sich von Beginn an auf Rideshare-Flüge. Spaceflight vermittelt einerseits Sekundärnutzlasten auf Flügen, die noch nicht voll ausgelastet sind, und bucht andererseits auch ganze Raketenstarts für eigene Kunden. Spaceflight organisierte unter anderem Rideshare-Missionen mit den Raketen Falcon 9 (Nutzlastkapazität bis zu 23 Tonnen), PSLV (4 Tonnen) und Electron (0,3 Tonnen). Bis August 2019 vermittelte das Unternehmen nach eigenen Angaben den Start von 270 Satelliten. Für Falcon-9-Starts verwendet Spaceflight eigene Nutzlastträgerringe namens Sherpa.

### Exolaunch
Das in Berlin ansässige Unternehmen Exolaunch organisiert seit 2013 Rideshare-Missionen mit Sojus-Raketen. Seit dem ersten SpaceX-Rideshare-Flug Transporter 1 vermittelt Exolaunch auch Nutzlasten für die Falcon 9. Das Unternehmen verwendet eigene Adapter für CubeSats und andere Kleinsatelliten, die auch schon mit der neuseeländischen Kleinrakete Electron zum Einsatz kamen.

### SpaceX
Das US-Raumfahrtunternehmen SpaceX kündigte im August 2019 ein eigenes Smallsat Rideshare Program (Kleinsatelliten-Rideshareprogramm) an. Seit 2021 startet im Rahmen dieses Programms alle 2–9 Monate (ursprünglich geplant waren je 6 Monate) eine Falcon 9 zu einer sogenannten Transporter-Mission in eine sonnensynchrone Umlaufbahn, die meistegefragte Umlaufbahn für Kleinsatelliten. Seit April 2024 bedienen zusätzlich auch Bandwagon-Flüge Umlaufbahnen mit etwa 45 Grad Neigung. Zudem entwickelten mehrere Hersteller Raumschlepper, die mit den SpaceX-Flügen starten und den Weitertransport von jeweils mehreren Satelliten in individuelle Umlaufbahnen ermöglichen.
Zusätzlich bot SpaceX ab 2. Quartal 2020 monatliche Mitfluggelegenheiten mit Starts für die eigene Satellitenkonstellation Starlink an, die aber kaum genutzt wurden. Hier wurden die Sekundärnutzlasten oben auf einen Stapel von Starlink-Satelliten montiert.
Mit einem Preis von 1 Million US-Dollar für den Start eines 200-kg-Satelliten unterbot SpaceX das bis dahin übliche Marktpreisniveau von um die 5 Millionen US-Dollar bei weitem. Dadurch wurde das Unternehmen sofort marktführender Anbieter von Rideshare-Starts. Seit 2022 hob SpaceX die Rideshare-Preise mehrmals in kleinen Schritten an.

### Arianespace
Der europäische Raumfahrtdienstleister Arianespace bietet mit der Rakete Vega einen Small Spacecraft Mission Service (SSMS, „Missionsdienstleistung für kleine Raumfahrzeuge“) an. Dabei handelt es sich um Rideshare-Flüge in niedrige Erdumlaufbahnen. Ein erster Start mit 65 Satelliten fand im September 2020 mit der Mission SSMS PoC statt (SSMS Proof of Concept – SSMS-Machbarkeitsnachweis). Ein Teil der SMSS-Nutzlasten wird über Subanbieter wie (ehemals) Spaceflight Industries und das italienische Unternehmen D-Orbit vermittelt. Tatsächlich identifiziert wurden nach dem Start nur 63 Satelliten in einer Erdumlaufbahn; zwei Lemur-2-Satelliten hatten sich anscheinend nicht von der oberen Raketenstufe getrennt.
Als erster Anbieter möchte Arianespace ab 2025 Rideshare-Flüge in geostationäre Umlaufbahnen (sog. direct-to-GEO-Flüge) durchführen, ab 2025 auch zum Mond. Dazu soll die Rakete Ariane 6 verwendet werden, deren Erstflug im Juli 2024 erfolgte. Ebenfalls geplant sind Ariane-6-Rideshares zu Geotransferorbits, sonnensynchronen Umlaufbahnen anderen niedrigen Erdumlaufbahnen.

### D-Orbit
Das italienische Unternehmen D-Orbit bietet als erster Anbieter Rideshare-Flüge mit einem eigenen Cubesatträger namens ION an (kurz für In Orbit Now – „jetzt im Orbit“). Die erste ION-Mission wurde mit dem ersten SSMS-Flug von Arianespace gestartet. Beim zweiten Einsatz mit der SpaceX-Mission „Transporter 1“ kam eine angetriebene ION-Variante zum Einsatz. Diese ermöglicht es, einzelne Cubesats gezielt in verschiedene Umlaufbahnen zu bringen.
Der Firmenname „D-Orbit“ entspricht in englischer Aussprache paradoxerweise dem Wort deorbit, welches das Entfernen von Satelliten aus einer Erdumlaufbahn bezeichnet.

## Rekorde
Den Weltrekord für die größte Satellitenanzahl auf einem Rideshare-Flug hält SpaceX. Mit der Mission „Transporter-1“ brachte das Unternehmen am 24. Januar 2021 insgesamt 143 Satelliten ins All (einschließlich einer mitgezählten Sherpa-Transporthalterung und einem ION-Raumschlepper); dies übertraf den vorherigen Rekord der ISRO aus dem Jahr 2017 von 104 Satelliten.